# Cuadrică Klein
În matematică dreptele unui spațiu proiectiv⁠(d) tridimensional, S, pot fi privite ca puncte ale unui spațiu proiectiv 5-dimensional, T. În acel 5-spațiu, punctele care reprezintă fiecare dreaptă din S se află pe o cuadrică Q cunoscută sub numele de cuartica Klein.
Dacă spațiul vectorial subiacent al lui S este spațiul vectorial cvadridimensional V, atunci T are ca spațiu vectorial subiacent spațiul vectorial cu 6 dimensiuni pătrat exterior Λ2V din V. Coordonatele dreptei⁠(d) obținute în acest fel sunt cunoscute drept coordonatele Plücker⁠(d).
Aceste coordonate Plücker satisfac ecuația pătratică
{\displaystyle p_{12}p_{34}+p_{13}p_{42}+p_{14}p_{23}=0}
care definește pe Q, unde
{\displaystyle p_{ij}=u_{i}v_{j}-u_{j}v_{i}}
sunt coordonatele dreptei generate de doi vectori u și v.
Spațiul tridimensional S poate fi reconstruit din cuadrica Q: planele conținute în Q se încadrează în două clase de echivalență⁠(d), unde planele din aceeași clasă se întâlnesc într-un punct, iar planele din clase diferite se întâlnesc într-o dreaptă sau în mulțimea vidă. Fie aceste clase {\displaystyle C} și {\displaystyle C'}. Geometria lui S este preluată după cum urmează:
1. Punctele din S sunt planele din C.
2. Dreptele din S sunt punctele din Q.
3. Planele din S sunt planele din C'.

Faptul că geometriile lui S și Q sunt izomorfe poate fi explicat prin izomorfismul diagramele Dynkin⁠(d) A3 și D3.